# Czerwona Woda (stacja kolejowa)
Czerwona Woda – zlikwidowana stacja kolejowa w Czerwonej Wodzie, w gminie Węgliniec, w powiecie zgorzeleckim, w województwie dolnośląskim, w Polsce. Otwarta w 1913, zamknięta w 1966, zlikwidowana w 1974 roku.